# Condado de Edgefield
O Condado de Edgefield é um dos 46 condados do Estado americano da Carolina do Sul. A sede do condado é Edgefield, e sua maior cidade é Edgefield. O condado possui uma área de 1 312 km² (dos quais 12 km² estão cobertos por água), uma população de 24 595 habitantes, e uma densidade populacional de 19 hab/km² (segundo o censo nacional de 2000). O condado foi fundado em 1785.